# 897 Lysistrata
897 Lysistrata је астероид главног астероидног појаса. Приближан пречник астероида је 21,91 , 
а средња удаљеност астероида од Сунца износи 2,541 астрономских јединица (АЈ). 
Инклинација (нагиб) орбите у односу на раван еклиптике је 14,327 степени, а орбитални период износи 1480,326 дана (4,052 године). Ексцентрицитет орбите астероида износи 0,093. 
Апсолутна магнитуда астероида износи 10,37 а геометријски албедо 0,261.
Астероид је откривен 3. августа 1918. године.